# Nescopeck (Pensilvania)
Nescopeck es un borough ubicado en el condado de Luzerne en el estado estadounidense de Pensilvania. En el año 2000 tenía una población de 1,528 habitantes y una densidad poblacional de 592 personas por km².

## Geografía
Nescopeck se encuentra ubicado en las coordenadas 41°3′9″N 75°12′57″O / 41.05250, -75.21583.

## Demografía
Según la Oficina del Censo en 2000 los ingresos medios por hogar en la localidad eran de $31,379 y los ingresos medios por familia eran $39,440. Los hombres tenían unos ingresos medios de $30,625 frente a los $20,586 para las mujeres. La renta per cápita para la localidad era de $16,553. Alrededor del 7.5% de la población estaba por debajo del umbral de pobreza.